# بایوشاک
بایوشاک (به انگلیسی: BioShock) یک بازی ویدئویی در سبک تیراندازی اول شخص است که توسط توکی بوستون و توکی استرالیا توسعه یافته و به‌وسیلهٔٔ توکی گیمز انتشار یافته‌است. بایوشاک در نمایشگاه ای۳ سال ۲۰۰۶ برنده هفده جایزه و در نمایشگاه سال جاری برنده یک جایزه ویژه (بهترین بازی در سبک اکشن ماجراجویی) شده‌است. بایوشاک در اوت ۲۰۰۷ برای مایکروسافت ویندوز و ایکس‌باکس ۳۶۰ منتشر شد، و سپس یک نسخه سازگار شده از بازی توسط توکی مارین و دیجیتال اکستریمز در اکتبر ۲۰۰۸ برای کنسول پلی‌استیشن ۳ به بازار عرضه شد. نسخه‌ی ریمستر شده‌ای نیز برای کنسول‌های نسل هشتم (پلی استیشن ۴، ایکس باکس وان) تحت عنوان "بایوشاک : کالکشن" عرضه شد که شامل سه‌گانه‌ی کامل سری، یعنی نسخه‌ی اول و دوم به‌ همراه قسمت سوم (بایوشاک: بیکران) بود. 
عرضه‌ی بایوشاک یک موفقیت بی‌نظیر بود و نقدهای مثبت فراوانی را از آن خودش کرد، منتقدان داستان پردازی عمیق و نگرش فلسفی آن را ستودند و بیان کردند بایوشاک نشان‌دهنده‌ی این است که بازی‌های ویدیویی می‌توانند فرمی از یک اثر هنری باشند. این بازی با نمره‌ی ۹۶ در سایت متاکریتیک جزو برترین بازی‌های تاریخ به شمار می‌رود. 

## داستان
زمینه:
در سال ۱۹۴۶ میلادی، یک مهاجر بلاروسی به نام "اندرو رایان" با ذهنیتی انتقادی نسبت به اقتدار سیاسی ، اقتصادی و مذهبی در آمریکا، دست به ساخت شهری می‌زند تا در آن ، هر شهروندی بتواند برای منافع خود پیشرفت کند، عاری از هر گونه دخالت مذهبی و حکومتی. رایان تمامی دارایی خود را که از چاه‌های نفتش حاصل شده است ، صرف ایجاد این آرمان‌شهر می‌کند. برای دستیابی به فلسفه‌ای که به آن پایبند است ، او نیاز داشت تا دسترسی به شهر را محدود کند و ارتباط آن را به طور کلی به دنیای بیرون قطع کند. اینگونه دست هیچ یک از انگل های سطح زمین (افراد مصرف کننده و منفعل ، در دیدگاه رایان انگل تلقی میشدند) به او و شهرش نخواهد رسید. رایان اقیانوس را برای اینکار انتخاب می‌کند، شهری در دل دریا. شهری که در آن هنرمند از سانسور نمی‌ترسد، دانشمند مقید به اخلاقیات بیهوده نیست و جایی که بزرگان توسط کوچک‌ها محدود نمی‌شوند. رایان نام این اتوپیا را رپچر می‌گذارد. رپچر در سال ۱۹۵۱ افتتاح می‌شود.
ساکنان رپچر با حساسیت های زيادی از سراسر دنیا انتخاب شدند تا جامعه‌ای متشکل از افراد ممتاز بتوانند آرمان‌شهر رویایی رایان را به نتیجه برسانند. در ابتدا رپچر شکوفایی بی‌نظیری در صنعت و علم به خود دید ، اما طولی نکشید که این دیدگاه نخبه‌گرا ، شکافی بین فقیر و غنی ایجاد کرد که با مرور زمان بزرگتر و بزرگتر شد. به دلیل قطع ارتباط با دنیای بیرون ، تمامی خدمات انحصاری شدند و مشکلات عرضه و تقاضا ، راه را برای ورود باندهای قاچاق به شهر هموار کرد. "فرانک فونتین" رهبر این باندهای قاچاقچی، همزمان با ایجاد سازمان های خیریه برای طبقه تهی‌دست، از این شکاف ایجاد شده سوء استفاده کرد. با کشف ماده‌ای به نام آدام ، فونتین به کمک دانشمندان برجسته‌ای صنعت پلاسمید به وجود آورد (پلاسمید قابلیت های ویژه ای به انسان می‌بخشد) و ثروت و جایگاه خود را بیشتر افزایش داد. هدف فونتین کسب تاج و تخت رایان بود ، که در نهایت به دستور رایان کشته شد. اما این پایان کار نبود، چرا که مبارزات علیه رایان به شکل جنبش مردمی با رهبری شخصی به نام "اطلس" ادامه پیدا کرد. 
در شب سال نوی ۱۹۵۹ ، نیروهای انقلابی به رهبری "اطلس" به رستورانی که میزبان نخبگان و افراد سطح بالای شهر بود، حمله کرده و آشوب بزرگ را کلید زدند. در این شرایط ، ارزش پلاسمید‌ها به عنوان سلاح و جهت دفاع از خود بیشتر درک شد و نیاز به آدام (ماده‌ای ‌که انرژی مورد نیاز جهت استفاده از پلاسمید را فراهم میکند) بیش از پیش شد. دیری نپایید که اکثر مردم شهر به آدام اعتیاد پیدا کردند و رفته رفته شهر ناامن شد. و حالا آرمان‌شهر رایان به سمت دیستوپیا میرفت. خصومت و پارانویای فزاینده‌ی رایان نیز نسبت به انگل ها و سایر مواردی که او را مشکوک کرد ، زنجیره‌ای از رویدادها را به حرکت درآورد که در نهایت منجر به ویرانی کامل شهرش شد.
رویدادهای بازی:
هواپیمای فردی به نام جک درون اقیانوس اطلس سقوط می‌کند و او خود را به یک فانوس دریایی می‌رساند و متوجه می‌شود این فانوس دریایی در اصل دروازه‌ای برای ورود به شهری به نام "رپچر" است. با ورود جک به رپچر ، فردی به نام "اطلس" با او تماس می‌گیرد و مدعی می‌شود می‌تواند به جک برای خروج از این ویرانه کمک کند ، به شرطی که جک نیز به او کمک کند تا بتواند همسر و فرزندش را که در جایی از شهر مفقود یا زندانی شده‌اند ، نجات دهد. جک قبول می‌کند. 
با پیشروی در سطح شهر، او با انواع انسان های جهش یافته (اعتیاد به آدام آنها را به این روز انداخته است) برخورد می‌کند اما مهم ترین و عجیب ترین چیزی که مشاهده می‌شود، حضور دختر بچه هایی بیمار است که هرکدام توسط یک محافظ غول پیکر محافظت می‌شوند. مشخص می‌شود که این دختربچه‌ها در اصل یتیمانی هستند که برای تولید چندبرابری آدام در بدنشان مورد دستکاری ژنتیکی قرار گرفته‌اند. جک راه حلی برای درمان آنها پیدا می‌کند و آنها را نیز در خلال سفرش نجات می‌دهد. با رسیدن به محل ملاقات با "اطلس" ، زیردریایی که ظاهرا حامل زن و بچه‌ی اطلس بود منفجر شده و اطلس به جک اعلام می‌کند که قصد دارد از رایان انتقام بگیرد و برای اینکار مجددا از او کمک می‌خواهد. 
جک به مقر رایان رفته و در آنجا رایان برای او فاش می‌کند که مغز جک در کودکی دستکاری شده تا با شنیدن عبارت "لطفا" دستورات دیگران را اطاعت کند ، به همین دلیل است که اطلس توانسته تمامی مسیر جک را به پیش ببرد ، چرا که در اصل با گفتن کلمه‌ی "لطفا" به جک دستور می‌داده است. در ادامه رایان راز دیگری را افشا می‌کند، اینکه جک فرزند خود رایان است. درنهایت رایان با فعالسازی خودتخریبی شهرش ، به جک دستور می‌دهد که او را بکشد ("لطفا" من را بکش! ). برای همین جک رایان را می‌کشد اما در این لحظه اطلس با او تماس گرفته و با ذکر کلمه‌ی "لطفا" به او دستور می‌دهد از خودتخریبی جلوگیری کرده و کلید دسترسی سیستماتیک شهر را به او بدهد و پس از این کار ، اطلس از هویت واقعی خودش رونمایی می‌کند‌: "فرانک فونتین" ، رهبر قاچاقچیان رپچر که با جعل مرگ خودش ، با هویت جدیدی به نام اطلس توانست انقلابی را علیه رایان سازماندهی کند. 
پس از آن فونتین/ اطلس قصد کشتن جک را دارد که درنهایت جک با کمک دختربچه‌هایی که در راه نجات داده بود، موفق به کشتن فونتین و بازپس گیری رپچر می‌شود. پایان بندی بنا بر انتخابات بازیکن (که آیا دختربچه ها را نجات دهد یا خیر) متفاوت است ، اگر جک ناجی دختران باشد ویرانه‌ی رپچر را رها کرده و به همراه دختران فرار می‌کند و آنها را نزد خودش پرورش می‌دهد (پایان اصلی). در غیر اینصورت پایان دوم رقم می‌خورد که در آن جک فرمانروای بی‌بدیل دیستوپیای رپچر می‌شود. 